# Begonia ignorata
Espèce
Synonymes
- Begonia hasskarlii var. hirsuta Ridl.[1]

Begonia ignorata est une espèce de plantes de la famille des Begoniaceae.
L'espèce fait partie de la section Jackia.
Elle a été décrite en 1929 par Edgar Irmscher (1887-1968).
En 2018, l'espèce a été assignée à une nouvelle section Jackia, au lieu de la section Reichenheimia.

## Répartition géographique
Cette espèce est originaire du pays suivant : Malaisie.